# Kiko Álvarez
Hernán Álvarez (1931- 2023), más conocido como Kiko Álvarez, fue un compositor y productor musical chileno, activo durante las décadas de 1960 y 1970.
Autor de varias canciones que se hicieron conocidas a través de otros artistas, en 1965 ganó con su tema «Mano nortina» la sexta realización del Festival Internacional de la Canción de Viña del Mar, siendo esta interpretada por el grupo Los Cuatro Cuartos. Su canción «El casorio» se hizo conocida por la interpretación de Pedro Messone. «Pirquineando», «El Aguatero», «La pala» y el cachimbo «De allá soy yo» fueron grabadas por Voces de Tierralarga y con esta última obtuvieron segundo lugar en el VIII Festival Internacional de la Canción de Viña del Mar 1967. Otros de sus temas fueron también interpretados por Las Cuatro Brujas, Voces Andinas y Los de Santiago.
También obtuvo el segundo lugar en el mismo festival durante los años 1966 (con «A la madre»), 1967 (con «De allá soy yo» interpretada por Voces de Tierralarga) y 1970 (con «Cordillera americana», interpretada por Curacas).
Además participó dos años consecutivos en el Festival de la Nueva Canción Chilena.